# Spodnje Konjišče
Spodnje Konjišče – miejscowość w Słowenii w gminie Apače.